# Фьера-ди-Примьеро
Фье́ра-ди-Примье́ро (итал. Fiera di Primiero) — бывшая коммуна в Италии, расположена в области Трентино-Альто-Адидже, подчиняется административному центру Тренто. 
Население коммуны, на 31.12.2015 года, составляло 471 человек, плотность населения — 3150,50 чел./км². Коммуна занимала площадь 0,15 км² и была второй самой маленькой итальянской коммуной по территории в Италии, после Атрани.  
Почтовый индекс — 38054. Телефонный код — 0439. 

## История
Получила развитие как шахтёрский и торговый центр. В XV веке Фьера-ди-Примьеро принадлежала могущественному феодальному роду Вельсперг (Welsperg), который был германоязычным, но, согласно семейному преданию, происходил от беженцев из Этрурии.
Муниципалитет Фьера-ди-Примьеро был упразднен 1 января 2016 года, с целью создания новой коммуны Примьеро-Сан-Мартино-ди-Кастроцца. Она была создана путём объединения муниципалитета Фьера-ди-Примьеро с соседними коммунами Трансаккуа, Сирор и Тонадико .

## Демография
Динамика населения:

## Администрация коммуны
- Официальный сайт: https://web.archive.org/web/20100414003109/http://www.infotn.it/comuni/fieraprimiero